# Daïra de Tazmalt
La daïra de Tazmalt est une circonscription administrative algérienne située dans l'extrême sud ouest de la wilaya de Béjaïa, au cœur de la Kabylie, dans une vallée appelée "SAHEL", comprenant exclusivement les plaines du Djurdjura, dont elle dépend historiquement et géographiquement. Son chef-lieu est situé sur la commune éponyme de Tazmalt.
La daïra regroupe les trois communes de Tazmalt, Ath Mellikeche et Boudjellil.

## Géographie

### Localisation
| Iferhounène (Wilaya de Tizi Ouzou) | Akbou                                  | Akbou     |
| M'Chedallah (Wilaya de Bouira)     | daïra de Tazmalt                       | Ighil Ali |
| M'Chedallah (Wilaya de Bouira)     | Medjana (Wilaya de Bordj-Bou-Arreridj) | Ighil Ali |